# Konflikt o Náhorní Karabach
Konflikt o Náhorní Karabach byl etnický a územní konflikt mezi Arménií a Ázerbájdžánem o Náhorní Karabach, do roku 2023 obývaný převážně etnickými Armény, a sedm okolních okresů, do 90. let 20. století obývaných převážně Ázerbájdžánci. Náhorní Karabach si zcela nárokovala a částečně kontrolovala mezinárodně nikým neuznaná Republika Arcach, ale mezinárodně byl považován za součást Ázerbájdžánu.
Konflikt přerostl v plnohodnotnou válku na začátku 90. let po rozpadu Sovětského svazu. Válku vyhrály Republika Arcach a Arménie, která začala okupovat okresy kolem Náhorního Karabachu. Mimo jiné došlo k vyhnání etnických Arménů z Ázerbájdžánu a etnických Ázerbájdžánců z Arménie a oblastí okupovaných Arménií. Po podepsání Biškeckého protokolu v roce 1994 ukončujícího válku nastalo období relativní stability, která byla výrazně narušena v dubnu 2016, kdy došlo k eskalaci. Během čtyř dnů zemřely stovky lidí a došlo k minimálním územním změnám.
V září 2020 vypukla v pořadí druhá válka, jež si vyžádala tisíce obětí a kterou vyhrál Ázerbájdžán. V rámci příměří uzavřeného dne 10. listopadu získal Ázerbájdžán pod kontrolu tři ze sedmy okresů kolem Náhorního Karabachu a jednu třetinu Náhorního Karabachu. Po uzavření příměří se obě strany obvinovaly z jeho porušování. V prosinci 2022 zahájil Ázerbájdžán blokádu Náhorního Karabachu a v září 2023 rozsáhlou vojenskou ofenzívu. V důsledku ofenzívy uprchla většina etnických Arménů a zanikla Republika Arcach.
Dne 8. srpna 2025 v Bílém domě podepsal arménský premiér Nikol Pašinjan a ázerbájdžánský prezident Ilham Alijev mírovou dohodu, která po 37 letech ukončila konflikt.